# アルデヒド (イラストレーター)
アルデヒドは、日本のイラストレーター、漫画家。

## 来歴
専門学校在学中にプロデビューを果たす。専門学校を卒業後はフリーイラストレーターとしてライトノベル、ゲーム、漫画などの様々なジャンルで活動を行う。

## 主な参加作品

### 挿絵・イラスト
- うーちゃんの小箱（著：和見俊樹 / 角川スニーカー文庫）
- 雪崎光は俺にラブコメを教えたい（著：和見俊樹 / 角川スニーカー文庫）
- 異世界料理バトル（著：東国不動 / Mノベルス）
- ツンアホのメイドは再教育するしかない（著：桐刻 / オシリス文庫）
- 怖がり魔王と孤独な勇者 ～ケモミミ魔王さま、迷子になる～（著：桐刻 / オシリス文庫）
- 百合色学園寮 恋人はルームメイト（著：あらおし悠 / 二次元ドリーム文庫）
- 学園百合ストーリーズ 3つの恋花（著：上田ながの / 二次元ドリーム文庫）
- コイノハ －恋のシェアハウス－（著：川原圭人 / 原作：スカイロケット / ぷちぱら文庫）
- 萌える!日本神話の女神事典（ホビージャパン）
- ちょっぴりえっちな三姉妹でも、お嫁さんにしてくれますか？（著：浅岡旭 / 富士見ファンタジア文庫）
- バイトリーダーがはじめる異世界ファミレス無双（著：長野聖樹 / ダッシュエックス文庫）
- 異世界ダンジョンのボーナスポイント（著：穂積潜 / GAノベル）

### 漫画
- ニー子はつらいよ（コミックキューン）
- いろはステーション（まんがタイムきららキャラット8月号、9月号/芳文社）
- STEINS;GATE 0 電撃コミックアンソロジー（電撃コミックスEX）
- ぶんげいかつどう（カゲキヤコミック）
- Lost Smile（カゲキヤコミック）
- 君は喧し閉じてよ口を!（ドラドラしゃーぷ#）作画担当
- 奴隷を調教してハーレム作る（ニコニコ漫画）

### ゲーム
- なまラブ（oct works / 原画）
- コイノハ －恋のシェアハウス－（スカイロケット / 原画）
- 政剣マニフェスティア（テクノード / キャラクターデザイン：ユーリア・アベ）
- 戦国武将姫-MURAMASA-（Silicon Studio Games / キャラクターデザイン：西笑承兌）
- 千年戦争アイギス（ジュリア、絢爛仮装姫ジュリア）

### その他
- 響ゆい（バーチャルYouTuber、キャラクターデザイン）